# Ode to JOY
『Ode to JOY』（オード トゥ ジョイ）は、YUKIのソロデビュー20周年を記念してリリースされた初の配信限定 カップリング&リミックス・ベスト・アルバム。

## 概要
2022年9月発売のベストアルバム『Tears of JOY』に続くソロデビュー20周年記念作品と位置づけられる。カップリング&リミックスのベスト版のリリースは2012年の『BETWEEN THE TEN』以来およそ10年ぶり。
今作は、ソロデビュー後リリースされた全カップリング曲だけでなく、『BETWEEN THE TEN』にも収録されていなかったリミックス曲に加えて、新作リミックス3曲も収録されている。
Ode to Joyは"歓喜の歌"という意味であり、これはベートーヴェンの"交響曲第9番・第4楽章の第一主題"のことでもある。

## 本作の仕様
本作は配信限定でリリース。iTunes Store PCダウンロード特典 : デジタルブックレット(インデックス+楽曲クレジット)

## 収録曲
特記ない限り作詞：YUKI
1. bed
  - 作詞/作曲/編曲：日暮愛葉

1stシングル「the end of shite」カップリング。
2. Count Backwards
  - 作詞/作曲/編曲：日暮愛葉

1stシングル「the end of shite」カップリング。
3. ビュービュー
  - 作曲：YUKI 編曲：YUKI/湯浅篤

3rdシングル「66db」カップリング。
4. 恋人よ
  - 作曲：松浦友也 編曲：會田茂一

4thシングル「スタンドアップ!シスター」カップリング。
2ndアルバム『commune』にアレンジバージョンが収録。
5. ありがとう
  - 作曲：Andy Sturmer 編曲：會田茂一

5thシングル「センチメンタルジャーニー」カップリング。
6. 17才
  - 作曲：YUKI

5thシングル「センチメンタルジャーニー」カップリング。
7. 三日月
  - 作曲/編曲：會田茂一

6thシングル「ハミングバード」カップリング。
8. AIR WAVE
  - 作曲/編曲：Andy Sturmer

7thシングル「Home Sweet Home」カップリング。
9. 舞い上がれ
  - 作詞：YUKI/Zuriani 作曲：Zuriani/Joachim "Jock-E" Bjorklund 編曲：田中ユウスケ

8thシングル「ハローグッバイ」カップリング。
3rdアルバム『joy』にも収録。
10. 首輪
  - 作曲：Keito Blow 編曲：湯浅篤/玉井健二

12thシングル「歓びの種」カップリング。
11. 裸の太陽
  - 作曲：平野航 編曲：YUKI&TAKIBIE（玉井健二、 湯浅篤、田中ユウスケ ）

14thシングル「ふがいないや」カップリング。
4thアルバム『Wave』にも収録。
日清食品「野菜スープヌードル」CMソング。
12. 夏のヒーロー
  - 作曲：HARCO 編曲：玉井健二/湯浅篤

14thシングル「ふがいないや」カップリング。
4thアルバム『Wave』にも収録。
13. just life! all right!
  - 作曲：大川カズト 編曲：YUKI/玉井健二/大川カズト

17thシングル「汽車に乗って」カップリング。
5thアルバム『うれしくって抱きあうよ』にも収録。
14. ミス・イエスタデイ
  - 作曲：Nanami 編曲：YUKI/玉井健二/橋本竜樹

18thシングル「ランデヴー」カップリング。
5thアルバム『うれしくって抱きあうよ』にも収録。
角川配給映画「インスタント沼」主題歌。
15. 誘惑してくれ
  - 作曲：野間康介 編曲：YUKI/玉井健二/百田留衣

20thシングル「うれしくって抱きあうよ」カップリング。
16. あの娘になりたい
  - 作曲：HALIFANIE 編曲：YUKI/玉井健二/百田留衣

21stシングル「2人のストーリー」カップリング。
6thアルバム『megaphonic』にも収録。
17. 朝が来る 〜Tune in to a new world ver.〜
  - 作曲：mugen

21stシングル「2人のストーリー」カップリング。
18. Wild Ladies
  - 作曲：飛内将大 編曲：YUKI/玉井健二/百田留衣

22ndシングル「ひみつ」カップリング。
6thアルバム『megaphonic』にも収録。
19. Dear.ママ
  - 作曲：田中秀典 編曲：YUKI/玉井健二/百田留衣

23rdシングル「Hello !」カップリング。
同シングルリリース以前の2011年5月8日（母の日）に1日限定で配信されていた。
20. 君を束縛したいのです
  - 作曲:HALIFANIE

26thシングル「STARMANN」カップリング。
21. Night & Day
  - 作曲：横山裕章 / 編曲：YUKI & 玉井健二 & 百田留衣

29thシングル「tonight」カップリング。
22. 僕のモンスター
  - 作曲：長沼良 / 編曲：YUKI & 玉井健二 & 百田留衣

30thシングル「ポストに声を投げ入れて」カップリング。
23. You can stay right here
  - 作曲：AlbatoLuce / 編曲：YUKI & 玉井健二 & 百田留衣

31stシングル「さよならバイスタンダー」カップリング。
24. yes
  - 作曲：伊藤寛之

32ndシングル「フラッグを立てろ」カップリング。
25. かたまり
  - 作曲：津野米咲 / 編曲：YUKI、津野米咲 / ストリングスアレンジ : 堀向彦輝

33rdシングル「トロイメライ」カップリング。
26. パレードが続くなら
  - 作曲・編曲：南田健吾（agehasprings Party）

EP『Free & Fancy』に収録
27. ハンサムなピルエット
  - 作曲：柴田尚／編曲：久保田慎吾（Jazzin' park）,D&H

EP『Free & Fancy』に収録
28. 66db（qp99mix）
3rdシングル「66db」カップリング。
29. JOY -MUTINY'S CLUB VOC.-
  - 編曲：Mutiny

9thシングル「JOY」カップリング。
30. JOY -Eric Kupper Club Mix-
  - 編曲：Eric Kupper

9thシングル「JOY」カップリング。
31. JOY -takagi masakatsu"rama"remix-
9thシングル「JOY」カップリング。
32. 長い夢 -HARCO REMIX-
10thシングル「長い夢」カップリング。
33. メランコリニスタ -A Hundred Birds Remix-
13thシングル「メランコリニスタ」カップリング。
34. メランコリニスタ -Malawi Rocks Remix-
13thシングル「メランコリニスタ」カップリング。
35. ワンダーライン（night swimming mix）
  - 編曲：YUKI、玉井健二、大川カズト／ストリングスアレンジ：弦一徹
  - NTT DoCoMo「N905iμ」CMソング
  - J-WAVE「Tune in to a new world〜はじまりのはじまり」キャンペーンソング

16thシングル「ワンダーライン」カップリング。
36. わたしの願い事 -Serph remix- [4:22]
  - 電子音楽家のSerphによるリミックス。

25thシングル「わたしの願い事」カップリング。
37. わたしの願い事 -tofubeats remix- [5:41]
  - トラックメイカーのtofubeatsによるリミックス。

25thシングル「わたしの願い事」カップリング。
38. 誰でもロンリー -Seiho remix-
27thシングル「誰でもロンリー」カップリング。
39. 誰でもロンリー -やけのはら remix-
27thシングル「誰でもロンリー」カップリング。
40. ハローグッバイ(LIL SOFT TENNIS Remix)
初公開
41. tonight(uku kasai Remix)
初公開
42. 鳴り響く限り(Mighty Crown Remix)
初公開